# Timelotem
Il timelotem è un composto di origine benzodiazepinica che, a differenza della maggior parte dei composti di questo gruppo, svolge un'attività nulla o comunque minima sul recettore del GABA; la sua azione è invece simile a quella della clozapina, che presenta importanti analogie strutturali con il timelotem. Questi due farmaci hanno un effetto antipsicotico.
Il timelotem può presentarsi sotto forma di due diversi enantiomeri, ma in laboratorio se ne è studiata solo la miscela racemica.